# Le Repas (film, 1951)
Pour les articles homonymes, voir Le Repas.
Pour plus de détails, voir Fiche technique et Distribution.
Le Repas (めし, Meshi) (littéralement : « Le plat » ou « La nourriture ») est un film japonais réalisé par Mikio Naruse sorti en 1951.
Le film est l'adaptation de l'ultime roman, éponyme et inachevé, de Fumiko Hayashi (1903-1951). Le film inscrit en exergue un passage du roman de Fumiko Hayashi : « Ces actes splendidement pitoyables des hommes perdus dans l'immensité infinie de l'univers, je les aime irrésistiblement. » 

## Synopsis
Dans un quartier ordinaire de Nishinari-ku au sud d'Osaka, Michiyo, l'épouse d'un agent de change, est déprimée : la monotonie s'est installée dans son couple, et son mari est indifférent ou apathique. Pourtant, elle l'avait épousé par amour, cinq ans plus tôt, contre la volonté de ses propres parents. Bientôt, une nièce, Satoko, qui fuit sa famille afin d'éviter un mariage non consenti, s'installe chez eux, et les rapports entre Michiyo et son mari se compliquent d'autant. Michiyo quitte donc Osaka pour aller se reposer chez sa mère à Tokyo et méditer sur la situation de son couple. Après quelques jours, elle croise son mari, désemparé, qui est à Tokyo pour affaires, alors qu'il sort de bains publics. Elle est touchée par son désarroi et son manque de caractère, et elle décide de se réconcilier avec lui pour affronter les vicissitudes de l'existence.

## Fiche technique
- Titre original : めし (Meshi?)
- Titre français : Le Repas
- Réalisation : Mikio Naruse

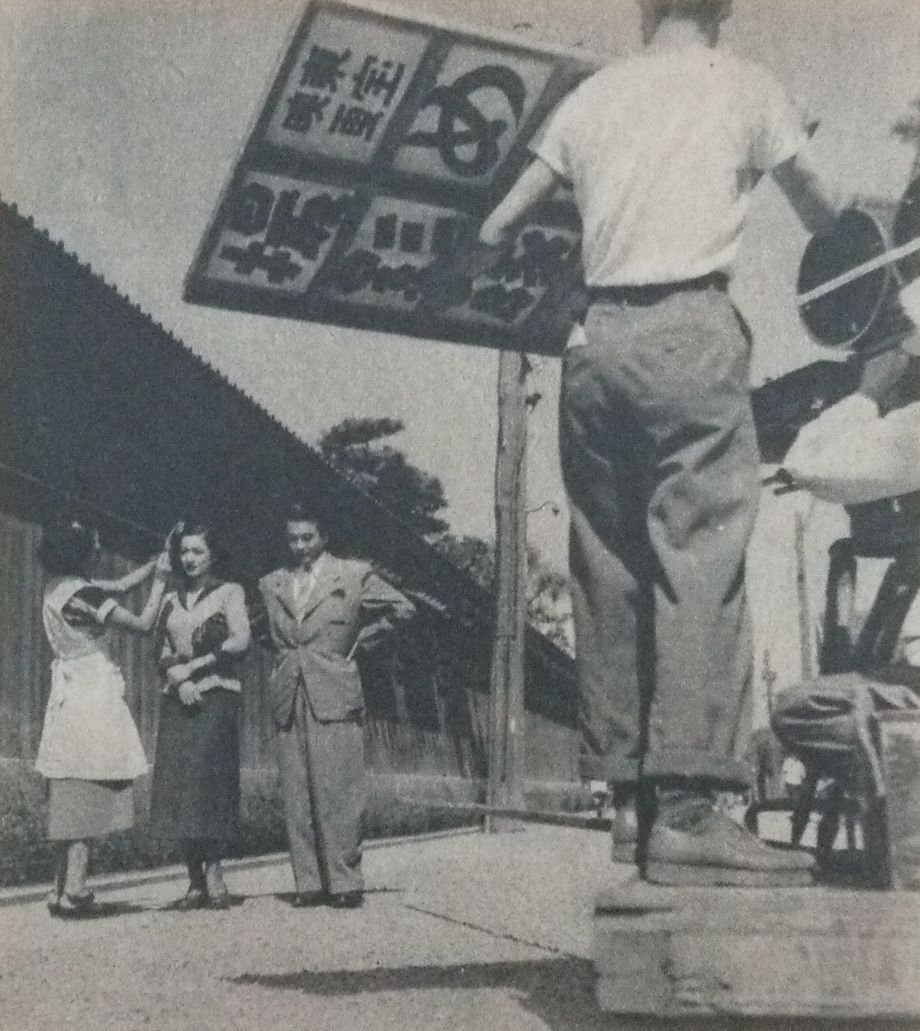
Tournage du film (1951).

- Scénario : Yasunari Kawabata, Toshirō Ide et Sumie Tanaka d'après le roman inachevé de Fumiko Hayashi
- Photographie : Masao Tamai
- Musique : Fumio Hayasaka
- Décors : Satoshi Chuko
- Son : Masao Fujiyoshi
- Production : Sanezumi Fujimoto
- Société de production : Tōhō
- Pays d'origine :  Japon
- Langue originale : japonais
- Genre : comédie dramatique
- Format : noir et blanc - 1,37:1 - format 35 mm - Son mono
- Durée : 97 minutes (métrage : dix bobines - 2 655 m[2])
- Dates de sortie :
  - Japon : 23 novembre 1951[2]
  - France : 3 avril 1993[3]

## Distribution

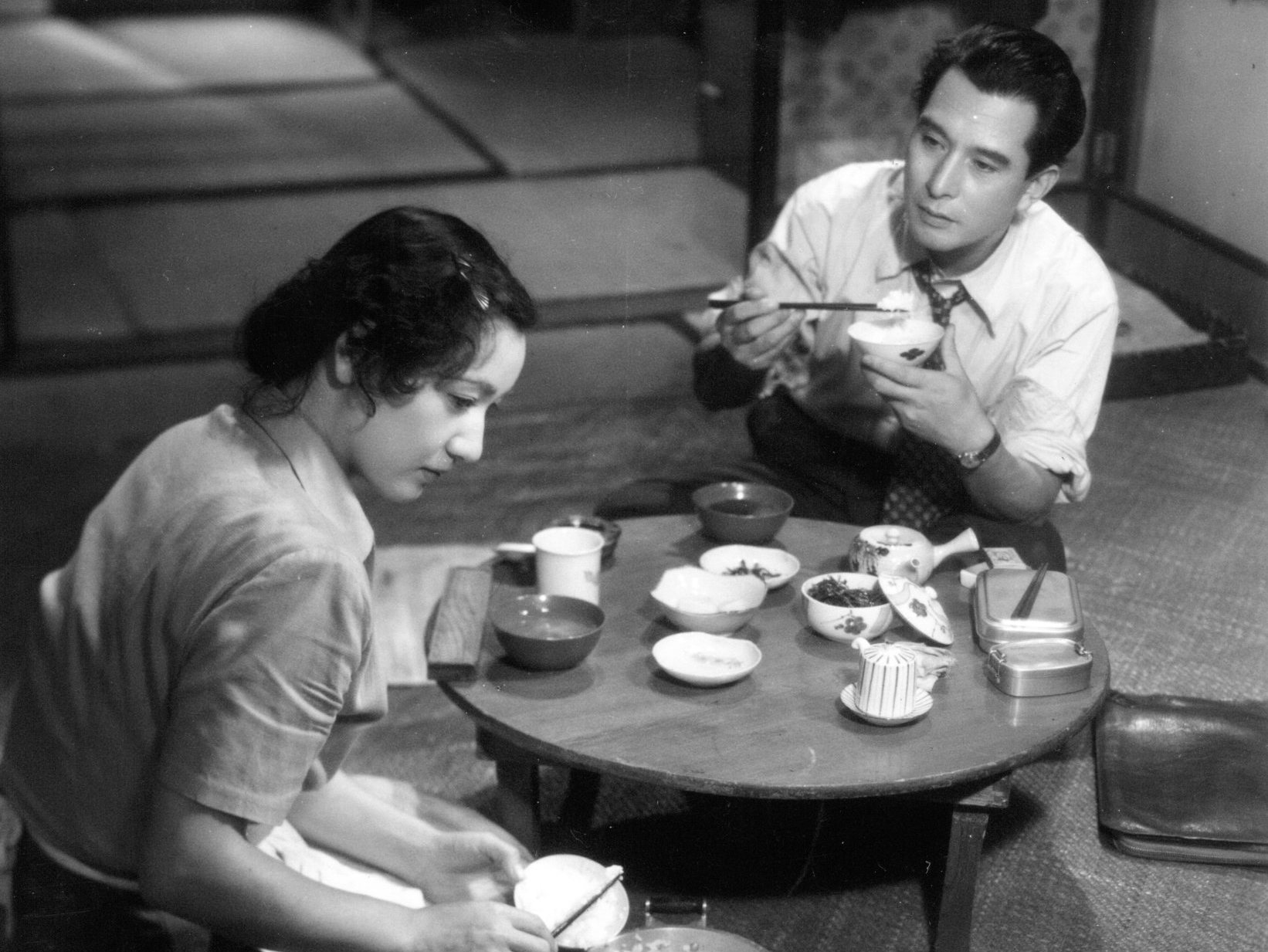
Scène du film avec Setsuko Hara et Ken Uehara.

- Ken Uehara : Hatsunosuke Okamoto, l'agent de change
- Setsuko Hara : son épouse, Michiyo
- Yukiko Shimazaki : Satoko, la nièce
- Yōko Sugi : Mitsuko Murata
- Akiko Kazami : Seiko Tomiyasu
- Haruko Sugimura : Matsu Murata, la mère de Michiyo
- Ranko Hanai : Koyoshi Dohya
- Hiroshi Nihon'yanagi : Kazuo Takenaka
- Keiju Kobayashi : Shinzo Murata, le frère de Michiyo
- Hisako Takihana : Sumi Takenaka

## Commentaire
« L'histoire de la relation entre Naruse et l'écrivaine Fumiko Hayashi est à elle seule tout un roman », écrit Jean Narboni, auteur d'un ouvrage consacré au cinéaste nippon (J. Narboni, Mikio Naruse. Les temps incertains, Cahiers du cinéma/auteurs, 2006).
« Il est peu d'exemples de cinéaste ayant adapté six livres d'un auteur d'importance, en commençant de surcroît par son dernier roman, inachevé, pour finir par le récit de jeunesse qui l'avait rendue célèbre trente ans plus tôt (Chronique de mon vagabondage (Hōrōki), réalisé en 1962). Il est également étonnant que, vivant dans le même pays et rigoureusement contemporains, ils ne se soient jamais rencontrés et peut-être jamais vus (...) », constate-t-il.
En effet, Mikio Naruse a toujours manifesté son admiration pour l'œuvre de Fumiko Hayashi et exprimé les affinités qu'il ressentait avec les milieux qu'elle décrivait : en particulier des couples ou des familles situés au bas de l'échelle sociale ou appartenant à la petite bourgeoisie salariée, minés par les contraintes sociales et la monotonie des tâches quotidiennes. En outre, Naruse s'est surtout intéressé à des personnages de femmes que leur fonction (hôtesses ou geishas) ou leur destin (amoureuses déçues, épouses lassées par la vie de couple ou les difficultés de l'existence) « exposent aux souffrances de la servitude, de la trahison ou de l'abandon, mais que l'endurance empêche de sombrer. » (Jean Narboni, op. cité) Michiyo, incarnée par Setsuko Hara dans Le Repas, est un portrait de femme conforme à cette description. « Sans doute l'enfance pauvre, l'impossibilité de poursuivre des études, l'obligation de gagner sa vie très jeune et l'acharnement au travail ont-ils également joué dans le sentiment de proximité que Naruse éprouvait avec la romancière », ajoute Jean Narboni.
« Une telle proximité de destin, des préoccupations artistiques et existentielles communes (...) auraient dû normalement entraîner, de la part d'un cinéaste connu pour son obstination, une collaboration avec la romancière ou, à tout le moins, un recours régulier et soutenu à son œuvre », fait remarquer Jean Narboni. Or, paradoxalement, il y eut entre les deux artistes des rendez-vous manqués et de longues absences. Et « la genèse même du Repas ajoute au trouble » (J. Narboni). D'une œuvre qui inaugure un cycle de cinq films en cinq ans (1951-1955), tirés des romans de Fumiko Hayashi, on aurait pu penser qu'il fût longuement mûri et impatiemment désiré. Tout au contraire, Naruse n'était, à l'origine, nullement prévu pour diriger le film. Il le dut à un concours de circonstances puisque son collègue Yasuki Chiba, tombé malade, lui confia le projet. Yasuki Chiba adaptera, pour sa part, un autre roman de Fumiko Hayashi La Ville basse en 1957.
À propos du Repas, Jacques Lourcelles souligne que le dépouillement du style chez Naruse n'aboutit pas, comme chez Yasujiro Ozu, auquel il est souvent comparé, à un sentiment de plénitude. « L'hésitation et la perplexité restent le lot essentiel des personnages. (...) Le film est comme le graphique de ces incertitudes, à peine formulées », nous dit Jacques Lourcelles (Dictionnaire du cinéma, Bouquins/Robert Laffont).
Mikio Naruse considère Le repas comme le premier volet, avec Un couple et Épouse, d'une trilogie sur la période dangereuse du mariage.

## Distinctions
Sauf indication contraire, les informations mentionnées dans cette section peuvent être confirmées par la base de données cinématographiques IMDb,  présente dans la section « Liens externes ».

### Récompenses
- 1952 : prix Blue Ribbon du meilleur film, de la meilleure actrice (Setsuko Hara), du meilleur second rôle féminin (Haruko Sugimura), du meilleur scénario (Sumie Tanaka)[6]
- 1952 :  prix du film Mainichi du meilleur film et du meilleur réalisateur (Mikio Naruse), de la meilleure actrice (Setsuko Hara), de la meilleure photographie (Masao Tamai) et du meilleur son (Masao Fujiyoshi)[7]